# Vélez-Blanco
Vélez-Blanco és una localitat de la província d'Almeria. L'any 2005 tenia 2.126 habitants. La seva extensió superficial és de 441 km² i té una densitat de 4,8 hab/km². Les seves coordenades geogràfiques són 37° 41′ N, 2° 05′ O. Està situada a una altitud de 1070 metres i a 164 quilòmetres de la capital de la província, Almeria.

## Demografia
| Evolució demogràfica a Vélez-Blanco 1996-2007 | Evolució demogràfica a Vélez-Blanco 1996-2007 | Evolució demogràfica a Vélez-Blanco 1996-2007 | Evolució demogràfica a Vélez-Blanco 1996-2007 | Evolució demogràfica a Vélez-Blanco 1996-2007 | Evolució demogràfica a Vélez-Blanco 1996-2007 | Evolució demogràfica a Vélez-Blanco 1996-2007 | Evolució demogràfica a Vélez-Blanco 1996-2007 | Evolució demogràfica a Vélez-Blanco 1996-2007 | Evolució demogràfica a Vélez-Blanco 1996-2007 | Evolució demogràfica a Vélez-Blanco 1996-2007 |
| 1996                                          | 1998                                          | 1999                                          | 2000                                          | 2001                                          | 2002                                          | 2003                                          | 2004                                          | 2005                                          | 2006                                          | 2007                                          |
| --------------------------------------------- | --------------------------------------------- | --------------------------------------------- | --------------------------------------------- | --------------------------------------------- | --------------------------------------------- | --------------------------------------------- | --------------------------------------------- | --------------------------------------------- | --------------------------------------------- | --------------------------------------------- |
| 2.317                                         | 2.190                                         | 2.144                                         | 2.061                                         | 2.043                                         | 2.001                                         | 2.052                                         | 2.051                                         | 2.126                                         | 2.165                                         | 2.219                                         |